# Oliganthes lanuginosa
Oliganthes lanuginosa là một loài thực vật có hoa trong họ Cúc. Loài này được (Bojer ex DC.) Humbert mô tả khoa học đầu tiên năm 1960.